# ヒズブル・イスラム
ヒズブル・イスラム（アラビア語: حزب الإسلام, Hizbul Islam）はソマリアのイスラム主義武装集団。2009年2月に4つの軍閥が統合して設立され、ソマリア南部でアル・シャバブと並ぶ2大勢力の一つであったが、2010年末にアル・シャバブへ全面降伏した。ヒズブル・イスラムとはアラビア語で「イスラム党」の意味であり、アラビア語圏ではこの集団と無関係にヒズブル・イスラムと名乗る団体があるので注意が必要である。

## 歴史

### 結成
2009年1月31日、イスラム法廷会議から分かれたソマリア再解放連盟の中で穏健派として知られていたシェイク・シャリフ・シェイク・アフマドがソマリア暫定連邦政府の大統領に就任した。この後に報道等で「イスラム法廷派」とされている勢力の多くは、この際にソマリア暫定連邦政府に付いた勢力である。ただし、あくまでも政府寄りという立場であり、必ずしも政府の意向に従った行動を取らない。一方、ソマリア内戦勃発当時には無数にあった軍閥だが、アフマドが大統領に就任した頃のソマリアの主要勢力は、北西部のソマリランド、北東部から中央部にかけてのソマリア暫定連邦政府、南部のイスラーム武装勢力アル・シャバブの大きく3つであり、それ以外の勢力は弱小化しつつあった。
2009年2月4日、ソマリア南部にあってこれら大勢力に属さない4つの軍閥が連合を組んだ。企画したのはソマリア再解放連盟エリトリア派の上級メンバー、ハッサン・マフディ師であり、新組織の名はヒズブル・イスラム（イスラム党）となった。参加したのはソマリア再解放連盟エリトリア派、ジャブハトゥル・イスラミア、ラスカンボニ軍、ムアスカー・アノレの4組織だった。新組織ヒズブル・イスラムはアル・シャバブと共にソマリア暫定連邦政府やAMISOMに反抗する旨を表明した。また、オマル・イマン師が議長となった。なお、ソマリア再解放連盟はヒズブル・イスラムができる前にエリトリア派とジブチ派に分裂しており、参加したのはエリトリア派のみである。ジブチ派はソマリア暫定連邦政府と合流し、リーダーのシェイク・シャリフ・シェイク・アフマドが2009年1月にソマリア大統領となった。
この動きに対して地元有力氏族ハウィエの長老会議代表は「ヒズブル・イスラムは戦闘をやめるべきである。オマル・イマンらはソマリアの危機に際してエリトリアに逃亡していた身であり、首都モガディシュの民衆が戦争に疲れた今になって戦闘継続を表明するのはおかしい」と主張している。2月28日にはヒズブル・イスラムはソマリア暫定連邦政府との停戦に応じる動きを見せたものの、3月1日には停戦がなされないことが確実となった。

### 初期の活動
初期にはアル・シャバブとの関係は良好であり、3月中旬にアル・シャバブがソマリア中部の都市ドゥサマレブを攻略する際にも手を貸している。また4月中旬、ヒズブル・イスラムのオマル・イマン議長は、ソマリア暫定連邦政府内の旧イスラム法廷会議勢力と、アル・シャバブの仲介をしたい旨を表明している。ただし、これは実現しなかった。
ヒズブル・イスラム内の結束は必ずしも固いとは言えず、4月21日、同じヒズブル・イスラム同士のアノーレとラスカンボニ軍がキスマヨの西40キロメートルのアブダラ・ビロレ村で戦闘を行った。戦闘のきっかけは、アノーレに属する部隊がブロ・ハジ村に侵入したのを受けて、ラスカンボニ軍が隣のアブダラ・ビロレ村を拠点に反撃をしたことだった。戦闘により4人が死亡、7名が怪我を負った。

### アウェイスの帰還
4月下旬、ソマリア再解放連盟エリトリア派の主要メンバーであるアウェイス師がエリトリアから2年ぶりに帰国した。5月1日、アウェイス師は「反対派の殺害が許されるのは宗教的正義がある場合に限るのであり、反対派だからというだけで殺害していけない」との見解を表明している。
5月4日、アル・シャバブとヒズブル・イスラムのオマール・イマン議長、アウェイス師ら主要メンバーが協力して、ヒズブル・イスラムのユスフ・モハッメド・シアド・インダーデのグループを攻撃した。ユスフ・モハメド・シアドグループの副官は、アル・シャバブとヒズブル・イスラムが自分たちの管轄範囲を侵していると非難した。ユスフ・モハメド・シアドはソマリア暫定連邦政府と会談して一度はヒズブル・イスラムを脱退する意思を表明したが、5月12日には、アウェイス師に軍権を引渡し、分裂問題は解決した。
5月26日、オマール・イマンが議長を辞任し、アウェイス師が後任となった。アウェイスはこれより前からヒズブル・イスラムで最多数派を率いていた。
6月3日、政府軍は首都モガディシュでアル・シャバブとヒズブル・イスラムの勢力を排除するのに成功したと報じられた。6月7日にはソマリア中部ガルグドゥード州での戦闘で、アウェイス議長が負傷、ラスカンボニ軍のリーダーハッサン・トゥルキーが死亡したと報じられた。ただし、実際には両名とも無事であったことが判明している。また必ずしもヒズブル・イスラム側の勢力が衰退しているというわけでもなく、ほぼ同じ頃、政府側に付いていたイスラーム武装勢力の一部がヒズブル・イスラム側に鞍替えしている。

### アル・シャバブとの確執
6月16日、アウェイス議長がソマリア政府と妥協する考えがあると報じられた（以後もたびたび同様の報道がなされ、アウェイス師はその度に否定している）。6月19日、アル・シャバブが自爆テロを行ったとの報道を受けて、アウェイス議長はこれがアル・シャバブの犯行だとは言わなかったもののこのテロを非難する声明を発表した。
6月20日、首都モガディシュでアル・シャバブなどの武装勢力が政府組織を猛攻し、政府のアフマド大統領は外国軍に支援を求める声明を発表した。これを受けてアウェイス議長は21日に反対の意を表明し、ヒズブル・イスラムが全ての外国勢力と戦う旨を改めて表明した。7月にはエジプトがソマリア政府とアウェイス議長の仲裁を試みている。7月11日、首都モガディシュでヒズブル・イスラム他イスラーム武装勢力とソマリア政府の戦いとなり、多くの死者が出た。
7月14日、フランスの安全保障顧問2名が首都モガディシュのホテルからヒズブル・イスラムに誘拐され、16日にその人質はアル・シャバブに強奪された。それでも24日、アウェイス議長はヒズブル・イスラムとアル・シャバブとの合同を模索している旨を発表している。
キスマヨはイスラーム武装勢力の拠点であり、ヒズブル・イスラムとアル・シャバブは協力関係にあったが、アル・シャバブは思想信条に関して妥協を許さない集団であり、2009年9月上旬にアル・シャバブ系のラジオ・アル・アンデュラス以外のラジオ局を焼き払ってしまい、緊張が高まった。2009年9月下旬、ヒズブル・イスラムとアル・シャバブは互いに宣戦を布告した。2009年10月上旬にはキスマヨ近郊でアル・シャバブとの戦闘になり、少なくとも15名が死亡したと伝えられている。14日には首都モガディシュの占領地域の一部をアル・シャバブに明け渡し、活動の重点をモガディシュ北方のヒーラーン州に移している。一連の戦闘によって、ヒズブル・イスラムの勢力圏はヒーラーン州およびケニア国境地帯のゲド州、そしてモガディシュ近郊に残った“前線地帯”だけとなった。

#### ゲド州の情勢
ゲド州はソマリア南西部の州で、ソマリアの首都モガディシュの北西にある。州の行政中心都市はガーバハレ。
2009年8月17日、ヒズブル・イスラム系が支配するゲド州の主要都市ルークを政府系のイスラーム勢力アル・スンナが奪還した。ヒズブル・イスラム系組織メンバーはルーク撤退後に所属をアル・シャバブに変更した。
9月23日にはゲド州に独立政府を作り、モハメド・ハッサン・アリを知事、ダヒル・アデン・アブディカリムを治安長官、アリ・ハッサン・アブドゥッレを金融長官、ファラ・アブディ・イルモゲを広報官とした。さらにゲド州でエチオピアと隣接する要地ルークの市長にファラ・アブディリサクを任命した。しかし、アル・シャバブはこの措置に反対の意を表明した。

#### ヒラーン州の情勢
ヒラーン州はソマリア中部の州で、ソマリアの首都モガディシュの北方にある。州の行政中心都市はベレトウェイン。
2009年4月20日、ベレトウェインを守備するソマリア暫定連邦政府内の旧イスラム法廷会議勢力と、ヒズブル・イスラムとの間で戦闘が起こっている。
7月4日、ベレトウェインの親政府系イスラーム武装勢力の一部がヒズブル・イスラムに合流した。8月14日、ベレトウェインでヒズブル・イスラム系の一部が政府側に投降した。
8月31日にはベレトウェインを支配するアブディラフマン・イブラヒム・マオウ師が政府からの独立を宣言、9月末にはヒズブル・イスラムに合流した。一時はソマリア政府軍によりベレトウェインは政府の支配下となったが、10月始めには再びマオウ師率いるヒズブル・イスラムの手に落ちた。マオウ師は再占領後、ベレトウェインの夜間外出禁止令を出している。
2010年からのアル・シャバブの攻勢でヒラーン州都市部は陥落、ゲド州も一部がアル・シャバブの占領下におかれた。ヒズブル・イスラム首脳部がアル・シャバブへの合流を表明した現在、両州のヒズブル・イスラム勢力の去就が注目される。

### 決戦と最期
2010年2月、キスマヨをめぐってアル・シャバブと戦っていたラスカンボニ軍の主将ハッサン・トゥルキーは、突然ヒズブル・イスラム陣営から離脱しアル・シャバブへ合流した。これにより、ヒズブル・イスラムはソマリア南部の支配圏に大穴を開けられることになった。彼の率いたラスカンボニ軍は、トゥルキーとともにアル・シャバブへ合流する部隊とヒズブル・イスラムに残る部隊に分裂した。もっとも、ヒズブル・イスラムに残った部隊は間もなくソマリア政府軍に寝返った。
さらに、アル・シャバブはヒズブル・イスラムの部隊が集結していたヒラーン州へ侵攻し全土を占領、、数ヵ月後にはガルムドゥグのベイ州を占領していたヒズブル・イスラム系勢力を排除し、中部の町ブールハカバを完全に制圧した。 残り少ないヒズブル・イスラムの支配地だったゲド州のルークもすぐにアル・シャバブ へ降伏し、ヒズブル・イスラムが保持していた地位をアル・シャバブが公然と乗っ取り始めていた。 結局12月20日、ヒズブル・イスラムは議長ハッサン・アウェイスの名で、以後ヒズブル・イスラムはアル・シャバブに合流し、一体となって活動を続けることを発表した。

## メンバーおよび旧メンバー
- アリ・ヤッシン・モハメド（英語版） (設立者)[45]
- シェイフ・ハッサン・ダヒル・アウェイス（英語版） - ソマリア再解放連盟エリトリア派の議長[46]
- ハッサン・トゥルキー - ラスカンボニ軍の指導者[47]。2010年、アル・シャバブに従属。
- シェイフ・モハメド・イブラヒム・ハイレ - ジャブハトゥル・イスラミアの指導者[48]
- シェイフ・オアル・イマン・アブバカル（英語版） - ヒズブル・イスラムの指導者であったが2009年5月26日に解任[2][46]
- ユスフ・モハッメド・シアド・インダーデ（英語版） - 軍閥の長として力を持っていたが、2009年5月17日にソマリア暫定連邦政府に捕らえられる。